# Idealismo russo

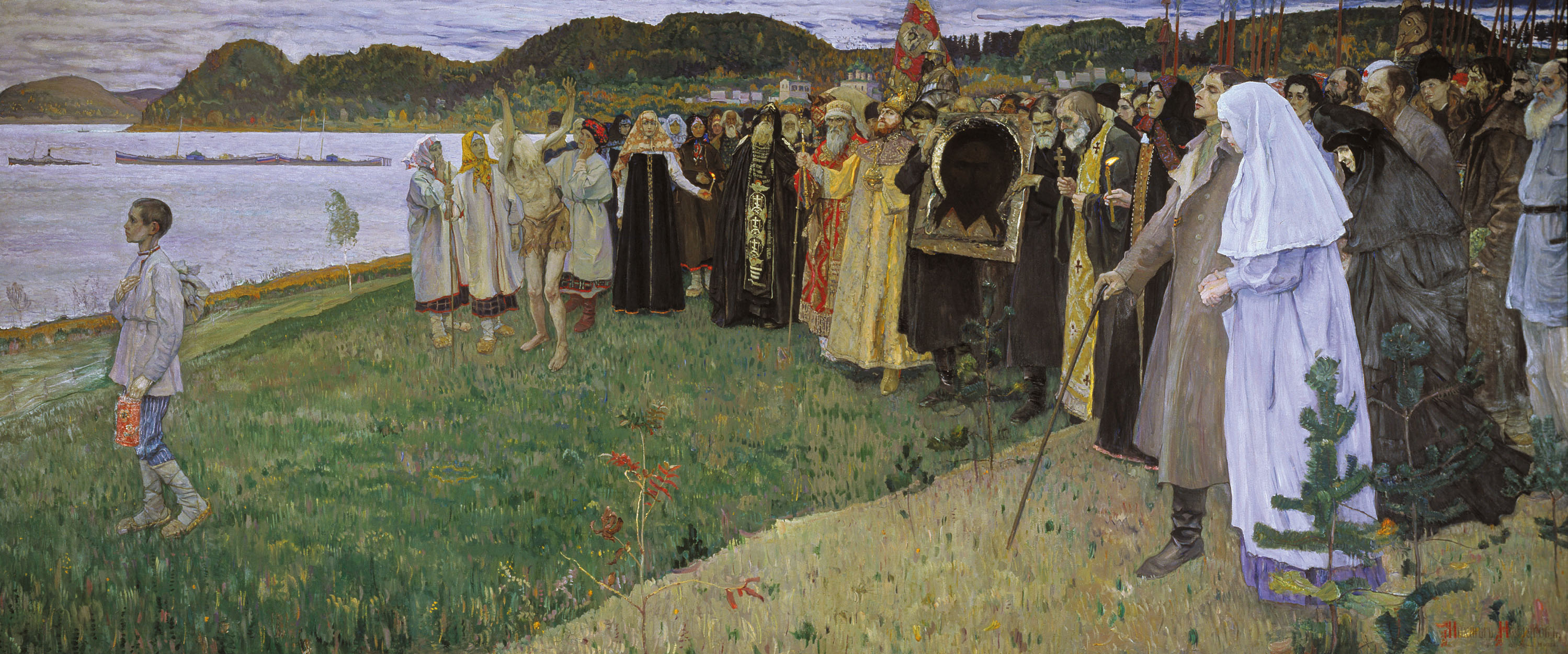
Na Rússia. A Alma do Povo (1914), por Mikhail Nesterov. A pintura representa os filósofos Vladimir Soloviov, Liev Tolstói e Fiódor Dostoiévski

O idealismo russo refere-se principalmente a movimentos e sistemas idealistas de pensadores situados no contexto cultural e histórico da Era de Prata russa (final do século XIX e começo do XX). Seu conjunto filosófico era heterogêneo.
É um termo empregado a duas tendências: em sentido mais amplo, a um idealismo literário e cultural, que surgiu em reação ao positivismo e que propunha a valorização moral da dignidade humana e a renovação social e espiritual. Seu impulso metafísico definia o movimento modernista russo nessa época, propondo-se como alternativo ao realismo e buscando solucionar os graves problemas políticos e a decadência social. Seus pensadores disseminavam uma ênfase humanista sobre a questão moral, afirmando a possibilidade de uma mensagem universal que era ao mesmo tempo nacional e cosmopolita, baseada nas questões individuais e sociais endereçadas pela tradição cultural russa. Alguns também enfatizavam o papel da religião. Em outro sentido, refere-se em particular a um idealismo metafísico, representado por filósofos russos com tendência sistemática de explicar a mente ou de propor que a realidade era mental (idealismo absoluto). Ambas as tendências costumavam estar unidas em alguns dos principais expoentes.
Culminâncias desse pensamento foram os manifestos coletivos Problemas do Idealismo, em 1902, e Vekhi, em 1909. Dentre os principais pensadores, incluem-se Soloviov, Berdiaev, Bulgakov, Lopatin, Kozlov, Florensky, Losski, Losev. Apesar de dominante, o idealismo russo se encerrou em 1922 quando, devido ao pensamento idealista de seus adeptos se contrapor como uma alternativa à ideologia marxista da União Soviética, diversos intelectuais idealistas ou considerados idealistas pelo regime soviético foram exilados nos chamados navios dos filósofos. Dentre os nomes mais proeminentes de seus expoentes, Nikolai Berdiaev e Nikolai Losski continuaram escrevendo em seu exílio.

## História

### Desenvolvimento
Em revolta contra o positivismo, os pensadores idealistas da Rússia defendiam uma virada à ética, metafísica e inclusive à religião. Essa tendência se iniciou o mais cedo por volta de 1870, com os escritos idealistas metafísicos de Boris Chicherin e Vladimir Soloviov, ambos os quais defendiam a dignidade humana e um fundamento kantiano para a autonomia moral e autodeterminação. Chicherin era o maior teórico hegeliano e liberal russo, e serviu de ponte ligando a precedente época filosófica russa de 1840 ao reavivamento neoidealista da Era de Prata; foi muito influente por suas obras. Soloviov, em 1874, defendera a tese de mestrado A Crise da Filosofia Ocidental: Contra os Positivistas, também altamente impactante. Ambos eram humanistas.
Em 1902, diversos pensadores se reuniram para compor a obra Problemas do Idealismo (Problemy idealizma), que deu publicidade ao programa que estava sendo avançado havia 15 anos pela Sociedade Psicológica de Moscou e à sua campanha pela reforma constitucional, unindo um liberalismo filosófico com o neoidealismo. Em torno dessa publicação, um grupo de intelectuais discutiam em comum uma visão idealista sobre ciências sociais, história, lei, ciência e filosofia de Nietzsche, durando de 1901 a 1903. Dentre eles estavam Nikolai Berdiaev, Piotr Struve, Semyon Frank, Pavel Novgorodtsev, Serguei A. Askoldov, Bogdan Kistyakovski, Sergei Trubetskoy, Sergey Askoldov, Alexander Sergeyevich Lappo-Danilevsky, Dmitri Zhukovskii e Sergey Oldenburg. Os neoidealistas louvavam o método literário dialético de Dostoiévski e é provável que, em grande derivando de seus personagens, absorveram ideias existencialistas e nieztscheanas. O ensaio de Frank, por exemplo, interpretava Nietzsche para fundamentar uma base moral e afirmar a criatividade do indivíduo; ele posteriormente criticaria a moralidade niilista dos partidários socialistas russos e declarou que sua leitura de Nietzsche havia transformado a sua visão de mundo em um idealismo metafísico. Esses pensadores tinham um pensamento sintético e também foram influenciados por Kant, Fichte, Schelling, Hegel e Soloviov.
Segundo Andrzej Walicki, ele foi o "manifesto desafiador e autoconfiante do renascimento neoidealista no pensamento russo". Randall Poole chama-o de um "divisor de águas filosófico". Esse simpósio é reconhecido também por outros historiadores como R. V. Ivanov-Razumnik e Leszek Kolakowski como tendo posição significativa na história intelectual russa, e Gleb Struve, Bernice Glatzer Rosenthal e Martha Bohachevsky-Chomiak afirmam que ele foi um marco documental da revolta geral contra o positivismo durante a Era de Prata. Seus proponentes eram contra o reducionismo científico que era resumido por esse termo, argumentavam que a filosofia especulativa era uma disciplina livre, autônoma e incompatível com a pressão colonizadora do positivismo, e afirmavam que determinados pontos de vista filosóficos impactavam também sobre princípios políticos particulares.
Em comum, esses pensadores idealistas criticavam o marxismo por ele adotar um ponto de vista positivista. Segundo Novgorodtsev, que escreveu o prefácio do simpósio, o principal objetivo do movimento era a restauração da respeitabilidade, conforme escreve: "o imperativo categórico da moralidade, que dá importância primordial ao princípio do significado absoluto da personalidade". Outra característica era a crítica que esses pensadores faziam ao que chamavam de "contrabando" do pensamento: a distorção intelectual que ocorre quando se translada uma área do pensamento (como a ética ou metafísica) a outra (como a empírica e científica), sem se delimitá-las como domínios distintos da experiência humana.
Muitos dos contribuidores dos Problemas do Idealismo eram ex-marxistas. Oito deles teriam papel ativo na fundação da União da Libertação, e quatro se tornariam membros do Partido Constitucional Democrata (dos Kadets). Alguns deles compuseram depois a publicação semanal Vekhi ("Marcos"), culminando em 1909 na crítica ao radicalismo revolucionário da intelligentsia russa e clamando em um manifesto por uma renovação espiritual. Apesar de ter tido menos contribuintes do que os Problemas do Idealismo e diferente da abordagem acadêmica deste último, os Marcos foram uma série que tinha um tom inflamado contra alvos específicos, buscando alternativas para a crise; segundo Caryl Emerson, eles "causaram um dos mais potentes escândalos na história do pensamento russo". O último simpósio foi publicado em 1918, chamado De Profundis (Is glubiny), suprimido pelo governo bolchevique.
Na virada do século, Sergei Bulgakov elaborara publicações programáticas de idealismo e cunhou a fórmula "do marxismo ao idealismo"; seu movimento era representado pela publicação dos Problemas do Idealismo. Bulgakov ecoava A Crise da Filosofia Ocidental de Soloviov, afirmando que havia uma sobrevalorização da ciência a todo custo, depreciando outras partes do ser humano como a liberdade e a religião.

Berdiaev vinculou a tendência idealista ao romantismo russo. Ele afirmou: "A ideia de um espírito livremente criativo é a ideia fundamental de toda a filosofia russa". Também participou da composição dos Problemas do Idealismo, junto com diversos outros pensadores. Ainda apresentava na época vestígios de influências kantianas e marxistas, que depois seriam abandonadas. Depois, em 1904, publicou O novom russkom idealizme ("Sobre o novo idealismo russo") na Voprosy filosofii i psikhologii, em que distinguia a tradição intelectual russa dos eslavófilos e Khomiakov, afirmando que eles esboçaram um "idealismo concreto", contra o "idealismo abstrato" alemão que foi desenvolvido no sistema de Soloviov. Nele, criticou os neokantianos por relegarem o idealismo à epistemologia e recaírem em um fenomenalismo. Assim, Berdiaev deu essa interpretação sobre o movimento idealista russo:
"As conclusões revelaram-se as seguintes: o nosso movimento idealista é inteiramente nacional e independente; tenta, com base nas tradições que nos foram legadas pela história do pensamento filosófico, resolver o problema do indivíduo e o problema da progresso, e leva à filosofia da liberdade e à libertação"
Já na vertente mais estritamente filosófica, a sede do movimento idealista russo foi a Sociedade Psicológica de Moscou, que publicava a influente Voprosy filosofii i psikhologii. Essa revista fora fundada em 1889 por Nikolai Grot, um professor de psicologia que fez uma virada idealista em seu pensamento, e que atualmente se tornou uma referência recorrente nos estudos do idealismo russo. Os pensadores da Sociedade buscavam, em geral, explicar a natureza da consciência humana. Porém orientações similares de idealismo eram também encontradas em outras universidades, com um principal foco sendo as inspiradoras palestras neokantianas de Alexander Vvedensky. Uma outra das importantes fontes de influência foram também os escritos de teólogos ortodoxos da Academia Teológica de São Petersburgo, do século anterior. No idealismo russo clássico, era característica uma primazia da ontologia sobre a epistemologia e a ética, e poderia haver um humanismo secular, como o de Semyon Frank. Também era característico dos filósofos neoidealistas tomarem por primeiro princípio a defesa da pessoa (lichnost'), e seu personalismo fundamentava discussões sobre direito natural e sobre liberalismo; os mais importantes filósofos de Moscou em torno da Sociedade Psicológica que fundamentaram essa dimensão política do liberalismo russo, em articulação idealista e personalista, foram Chicherin, Soloviev, Sergei e Evgenii Trubetskoi, Novgorodtsev e Sergei Kotliarevski.
Os idealistas russos herdavam disposições diretas ou indiretas do platonismo, e Frances Nethercott afirma que havia uma "vertente platônica" do idealismo russo. Mas os idealistas russos não adotavam um mesmo sistema. Por exemplo, com o passar dos anos alguns deles se ativeram ferrenhamente ao monismo e a uma crítica à ciência cada vez mais forte, que beirava ao irracionalismo e a uma substituição pela religião; o exemplo maior disso era Berdiaev, que afirmava o cultivo do espírito como valor absoluto. Já outros neoidealistas defendiam os estudos acadêmicos e os valores democráticos liberais, como representa Kistyakovski.
Apesar de Kant ter formado um grande núcleo de seus ideais, o idealismo russo se caracterizava notadamente por uma sofiologia, uma busca de Sofia em contraste com o Logos, ou razão; também se diferenciavam em afirmar que a mente capta as coisas-em-si como elas são. Isso pode ser visto até Alexei Losev, considerado o último idealista russo. De fato, a aversão ao subjetivismo do kantismo e do idealismo alemão e a distinção de se considerar em certa medida possível o acesso direto à realidade do ser das coisas eram características comuns a toda a filosofia russa do período, não exclusivas do idealismo, mas também adotadas por outras vertentes, como o niilismo e a filosofia soviética materialista. Isso foi chamado de "ontologismo russo".
Na mesma época, outros pensadores elaboravam sistemas filosóficos próprios idealistas. Esses filósofos também se basearam em algumas outras vertentes diferentes daquelas que inspiraram Chicherin e Soloviov. Uma dessas tradições filosóficas foi o neoleibnizianismo russo, fundado por Alexei Kozlov e que advogava o pampsiquismo. Ele foi desenvolvido por Lev Lopatin e Nikolai Losski, os quais também tiveram foco sobre o personalismo. Lopatin chamou seu sistema de "espiritualismo concreto", em um sistema de idealismo transcendental que retomava Descartes e Leibniz. Já Losski afirmava um neoleibnizianismo baseado na intuição, chamado "intuitivismo", com fortes elementos do neoplatonismo, dentre outros conceitos.
Além do mais, outros neoidealistas se contrapunham diretamente ao idealismo alemão, tentando responder ao hegelianismo e à falência do idealismo absoluto. Pensadores alemães eram criticados, e novas interpretações dos estudos de Platão eram avançadas por Soloviov e Losev. Eles afirmavam que a Teoria das Formas não negava a matéria, e davam valor à individualidade de uma maneira caracterizada por um senso de acesso direto da realidade, como afirma Losski. Isso os levava a considerar os aspectos sociais da condição humana e que o caráter ideal na realidade não era apenas subjetivo, mental ou ilusório―uma consideração que era compartilhada também por filósofos pré-revolucionários.
Como parte da mesma geração de jovens, além dos neoidealistas também havia os marxistas revisionistas como críticos do positivismo. O materialismo também estava em crescimento na mesma época, e as tendências idealistas russas (e do kantismo e neokantismo europeu em geral) serviram de combustível a intensas críticas por teóricos como Gueorgui Plekhanov e Vladimir Lênin. Em 1909, Lênin publicara Materialismo e Empiriocriticismo, com duras críticas à tendência então dominante do idealismo russo e a seus proponentes, Berdiaev e Bulgakov.
O grupo dos marxistas chamados construtores de Deus articularam seu movimento como uma síntese entre os buscadores de Deus e o marxismo ortodoxo, e se constituiu em grande parte em resposta aos idealistas russos. Alexander Bogdanov e Anatóli Lunatcharski criticavam os idealistas porque consideravam que eles não estavam realizando ativamente os ideais no mundo físico. Lunatcharski, no artigo "Os Problemas do Idealismo", simpatizava, no entanto, com os ideais morais, espirituais e sociais deles. Tal como os idealistas, também criticou os positivistas por estes não lidarem com conceitos elevados do pensamento. Ele considerava os idealistas e os positivistas como dois tipos distintos de personalidade, porém segundo ele os idealistas recaíam também em tendências de apatia e determinismo.

### Período soviético
Durante as campanhas anti-intelectuais soviéticas de 1920 a 1922, associações se formaram em descontentamento aos princípios do marxismo científico, as quais eram muito populares entre trabalhadores e reavivaram o idealismo. Dentre esses grupos, incluíam-se a Associação Filosófica Livre de Petrogrado e a Academia Livre de Cultura Espiritual de Berdiaev. Em 1922, diversos periódicos foram proibidos pelas autoridades soviéticas por conterem inclinações "antisoviéticas e místico-idealistas". Dentre aqueles que se incluíram no exílio forçado da intelligentsia no mesmo ano, estavam Berdiaev, Bulgakov, Losski e Frank, o que marcou o fim da corrente idealista religiosa que era dominante na filosofia russa. Um dos poucos filósofos idealistas religiosos que puderam continuar na União Soviética lecionando foi Alexei Losev, o qual, porém, teve livros condenados na década de 1930 e precisava disfarçar seu platonismo com termos de dialética, além de que tentou contornar a censura oficial por meio de contrabando e publicações anônimas.
A partir de 1930, durante a estalinização, surgiu a alcunha "idealismo menchevizante" (men’shevistvuyushchiy idealizm) utilizado para rotular negativamente pensadores, como por exemplo em perseguição contra os deborinistas; a psicólogos como Kornilov e Vygotsky; e a Evald Ilienkov e Valentin Korovikov.

## Considerações por pensadores soviéticos
Em Sobre a Questão da Dialética (1915), Lênin escreveu:
"O idealismo filosófico é apenas sem sentido do ponto de vista do materialismo bruto, simples e metafísico. Do ponto de vista do materialismo dialético, por outro lado, o idealismo filosófico é um desenvolvimento überschwengliches, unilateral e exagerado de uma das características, aspectos, facetas do conhecimento em um absoluto, divorciado da matéria, da natureza, apoteotizado."
A essa afirmação subscreveu também Lev Vygotsky, quando a citou em referência e escreveu em seu diário: "idealismo não é sem sentido".

## Precursores idealistas no século XIX
Nas primeiras décadas do século XIX no Império Russo, a intelligentsia havia se tornado uma nova classe social, chamada posteriormente por Berdiaev de uma "classe idealística". A chegada do idealismo alemão na Rússia se consolidara nessa época e Hegel havia se tornado principal ponto de referência entre os jovens intelectuais. Mas havia também por parte deles a herança de alguns maçons e místicos russos do final do século XVIII, que tiveram contato com doutrinas metafísicas e também propunham uma reação contra a crença dominante na razão.
O mais direto ancestral das escolas de pensamento russas futuras era a Sociedade do Amor da Sabedoria (Sociedade Liubomudry), formada na década de 1820 por jovens russos idealistas que absorveram muito do romantismo e idealismo alemão. Ela era uma sociedade secreta encabeçada pelo príncipe Vladimir Odoievsky, na qual havia predomínio da filosofia alemã, porém tinham por objetivo criar tradições renovadoras à Rússia. Muitos deles se espelhavam nas ideias de Odoievsky, o qual considerava Schelling o ápice do pensamento europeu, e eram também contra o racionalismo e a civilização materialista e industrial. Um dos membros do grupo era Ivan Kireyevsky. Eles bebiam também das ideias de Spinoza, Leibniz, do platonismo, hermetismo e teosofia cristã. O pensamento de Odoievsky teve uma virada ao empirismo e positivismo, abandonando o schelligianismo depois por volta da metade do século.
O surgimento do realismo russo na década de 1840 em grande parte se deveu como uma resposta ao ambiente de misticismo e idealismo romântico, porém os próprios realistas também adotaram temas do moderno espiritualismo.

## Legado
Pensadores tardios do idealismo russo estão dentre as influências da fenomenologia dos escritos de Mikhail Bakhtin da década de 1920, e o estudo de Dostoiévski por esse autor é carregado de conceitos do personalismo.
Vladimir Nabokov também tem seu pensamento inserido no contexto da crítica neoidealista ao positivismo, e era amigo de Yuly Aikhenvald, que foi secretário da Sociedade Psicológica de Moscou, membro do Partido Kadet e fundador de um círculo literário em que se discutia filosofia, política, ciência e literatura; ambos valorizavam a individualidade do artista.
Escritores filosóficos que participaram dos últimos simpósios idealistas também carregaram o legado do movimento chamado "Nova Consciência Religiosa" (também conhecidos como "buscadores de Deus"), e formaram o núcleo de uma comunidade russa emigrada em Paris. Nas décadas de 1960 e 1970, a literatura desses ensaístas estava ressurgindo por canais não oficiais entre pensadores da União Soviética e ela inspirou escritores como Alexander Soljenítsin e Mihajlo Mihajlov.

## Atualidade
Na historiografia da filosofia, há várias tentativas por acadêmicos russos de se determinar a relação entre as antigas e as modernas variantes de idealismo. Segundo Frances Nethercott, há duas formas principais que os estudiosos empregaram para alcançar uma definição do idealismo russo: uma baseada em registros sistemáticos e teóricos, em reconstrução do pensamento; e outra, por meio de narrativas histórico-filosóficas.
Anatolij Akhtutin propôs em 1990 que o idealismo russo deveria ser analisado em relação a um "complexo de Kant". Ele descreveu que os idealistas russos viam em Kant um expoente da modernidade por eles criticada, e que propunham alternativas a ela. Nisso, dentre as características que os distinguiam, incluem-se a primazia de um sujeito concreto subjetivo, contra um sujeito individual abstrato; e a noção de Sofia e Logos, em uma gnose, em contraponto à Ratio (razão) kantiana.